# Hold My Hand (singel Lady Gagi)
Hold My Hand – singel Lady Gagi promujący ścieżkę dźwiękową do filmu Top Gun: Maverick. Twórcami muzyki i tekstu utworu są Lady Gaga oraz Michael Tucker, natomiast jego produkcją zajęli się Gaga, BloodPop i Benjamin Rice.
Utwór został wydany 3 maja 2022 roku jako pierwszy singel z albumu. Piosenka uzyskała zróżnicowane opinie od krytyków i pojawiła się na listach przebojów w większości krajów oraz otrzymała certyfikaty: złotej, srebrnej i platynowej płyty. Singiel zdobył nagrodę Satellity oraz nominacje do wielu wyróżnień m.in. Oscara, Złotego Globu oraz Grammy. Utwór został wykonany przez Gagę podczas 95. ceremonii wręczenia Oscarów oraz na The Chromatica Ball.  

## Tło i wydanie
W kwietniu 2021 roku magazyn plotkarski ShowBiz 411 poinformował, że Lady Gaga będzie zaangażowana w tworzenie ścieżki dźwiękowej do filmu Top Gun: Maverick, zaś na początku stycznia 2022 roku podobną informację w swoim artykule zawarło Radio Eska. W kwietniu 2022 Gaga zaczęła publikować na swoim Twitterze wycinki tekstu piosenki, a 27 kwietnia oficjalnie poinformowała, że opublikuje piosenkę do filmu Top Gun.
Zapowiedź utworu została wydana 30 kwietnia, a pełny utwór ukazał się 3 maja jako pierwszy singiel ze ścieżki dźwiękowej do Top Gun: Maverick. Tydzień po premierze utwór trafił do rozgłośni radiowych w USA. Piosenka została napisana przez Gagę przy współpracy z BloodPop i Benem Rice. Utwór został zdefiniowany jako ballada typu rock arena. Utwór skomponowano w tonacji G-dur i został opisany przez Gagę jako „list miłosny do świata podczas i po bardzo trudnym czasie”. Jazz Tangcay z Variety opisał piosenkę jako epicki powrót do klasycznych, mocnych ballad z lat 80. z mocną gitarową solówką.

## Odbiór

### Reakcja krytyków

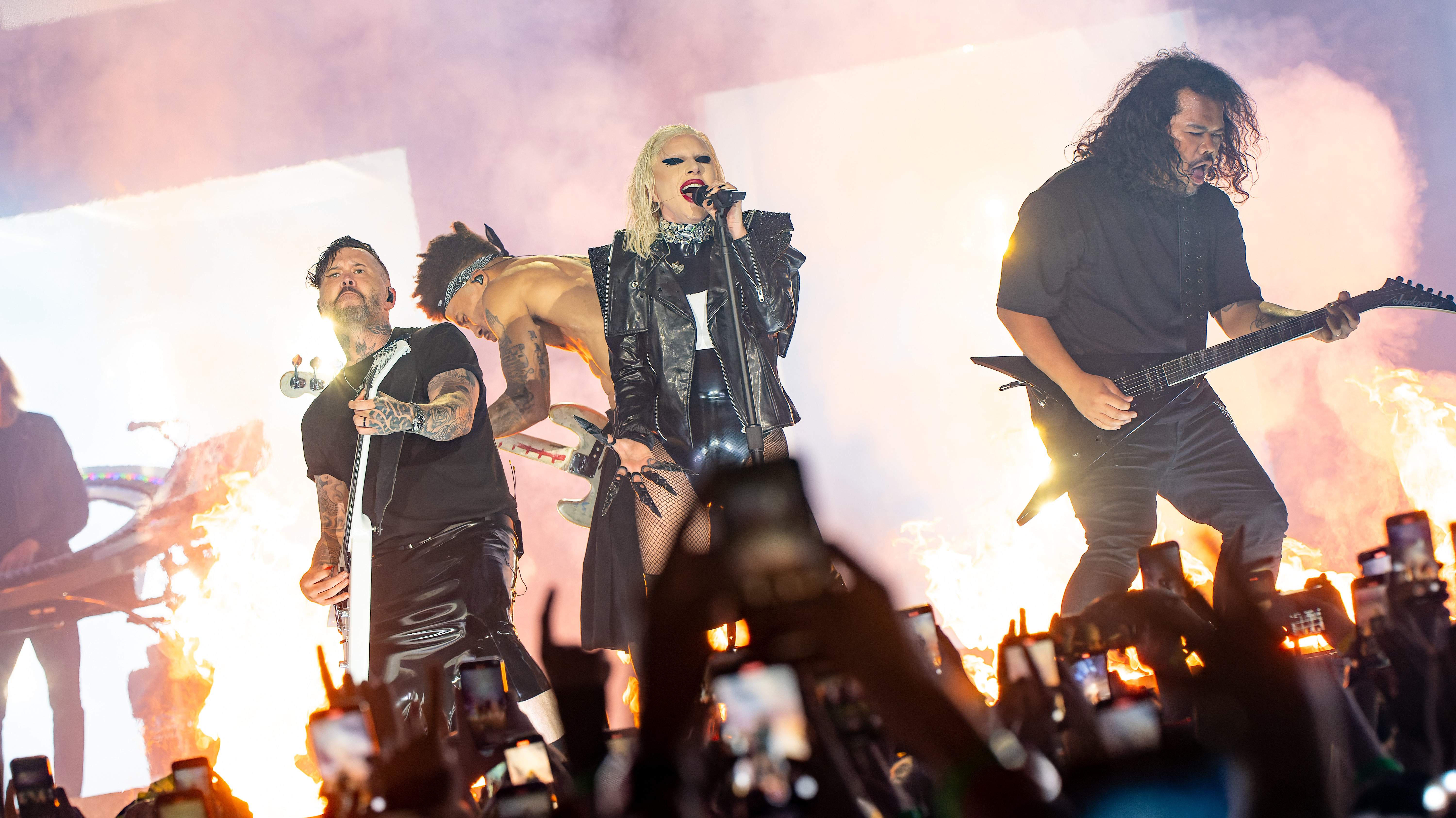
Lady Gaga śpiewająca „Hold My Hand” podczas The Chromatica Ball

Piosenka „Hold My Hand” otrzymała mieszane lub pozytywne recenzje od krytyków muzycznych. Gemmy Samways z Evening Standard opisała utwór jako:

,,sentymentalna ballada tak genialnie przesadzoną, że po prostu nie możesz sobie wyobrazić, by jakikolwiek inny duży artysta popowy to zrobił”.

Stuart Heritage z The Guardian uważał, że piosenka jest „bombowa i emocjonalna oraz że zawiera wszystko, czego można chcieć od potężnej ballady Lady Gagi”. Negatywną opinie na temat utworu wyraził Michael Cragg z tego samego magazynu który uważa, że „Hold My Hand” jest „lekko rozczarowujące”, „rozdęte i obwisłe”. Carly May Gravley z The Dallas Observer uznała ten singiel za „niezapomniany”.

### Sukces komercyjny
W tygodniu premiery piosenka znalazła się na szóstym miejscu na kanadyjskiej liście przebojów Digital Song Sales, zaś w kolejnym tygodniu zadebiutowała na 38. miejscu kanadyjskiej listy Hot 100. W szóstym tygodniu na liście piosenka osiągnęła nowy szczyt, zajmując 25. miejsce. Singiel zadebiutowała w pierwszej czterdziestce w Australii na liście ARIA Singles Chart, zajmując 36. miejsce, a następnie osiągnął 29 miejsce w ósmym tygodniu listy przebojów. W Nowej Zelandii utwór zadebiutował na 33. miejscu listy Top 40 singli po wydaniu Top Gun: Maverick.
W pierwszym tygodniu utwór nie pojawił się na liście Billboard Hot 100, ze względu na to, że dzień premiery przypadł na wtorek, czyli dzień po opublikowaniu wykresów. Piosenka zajęła 17 miejsce na liście Bubbling Under Hot 100, a w drugim tygodniu od premiery zadebiutował na 82. miejscu listy Billboard Hot 100. Po kinowej premierze Top Gun: Maverick, piosenka zajęła 49 miejsce w piątym tygodniu na liście przebojów.
„Hold My Hand” pojawiła się na UK Singles Chart pod numerem 51,jednak spadł na 60. miejsce w następnym tygodniu. W czwartym tygodniu na liście przebojów, po kinowej premierze Top Gun: Maverick, piosenka wspięła się na nową szczytową pozycję, zajmując 24 miejsce. Piosenka zadebiutowała pod numerem 63 na liście Swiss Singles Top 75 w pierwszej połowie tygodnia od wydania, ale w następnym tygodniu znalazła się w pierwszej dwudziestce po całym tygodniu dostępności, zajmując miejsce 13. W Szwajcarii piosenka osiągnęła szczyt zajmując piąte miejsce.

### Nagrody i nominacje
| Rok  | Nagroda                                            | Kategoria                                               | Rezultat  | Przypisy |
| ---- | -------------------------------------------------- | ------------------------------------------------------- | --------- | -------- |
| 2022 | Hollywood Music in Media Awards                    | Najlepsza piosenka w filmie fabularnym                  | Nominacja | [ 27 ]   |
| 2022 | Las Vegas Film Critics Society                     | Najlepsza piosenka oryginalna                           | Nominacja | [ 28 ]   |
| 2022 | People’s Choice Awards                             | Piosenka roku                                           | Nominacja | [ 29 ]   |
| 2022 | World Soundtrack Awards                            | Najlepsza piosenka napisana na potrzeby filmu           | Nominacja | [ 30 ]   |
| 2023 | Academy Awards (Oscar)                             | Najlepsza piosenka oryginalna                           | Nominacja | [ 31 ]   |
| 2023 | Critics Association of Central Florida             | Najlepsza piosenka oryginalna                           | Wygrana   | [ 32 ]   |
| 2023 | Critics’ Choice Movie Awards                       | Najlepsza piosenka                                      | Nominacja | [ 33 ]   |
| 2023 | Denver Film Critics Society                        | Najlepsza piosenka oryginalna                           | Nominacja | [ 34 ]   |
| 2023 | Georgia Film Critics Association Awards            | Najlepsza piosenka oryginalna                           | Wygrana   | [ 35 ]   |
| 2023 | Gold Derby Awards                                  | Piosenka roku                                           | Nominacja | [ 36 ]   |
| 2023 | Gold Derby Awards                                  | Nagranie roku                                           | Nominacja | [ 36 ]   |
| 2023 | Gold Derby Awards                                  | Najlepszy teledysk                                      | Nominacja | [ 36 ]   |
| 2023 | Golden Globe Awards                                | Najlepsza piosenka oryginalna                           | Nominacja | [ 37 ]   |
| 2023 | Grammy Awards                                      | Najlepsza piosenka napisana na potrzeby filmu           | Nominacja | [ 38 ]   |
| 2023 | Hawaii Film Critics Society Awards                 | Najlepsza piosenka oryginalna                           | Wygrana   | [ 39 ]   |
| 2023 | Hollywood Critics Association Creative Arts Awards | Najlepsza piosenka oryginalna                           | Nominacja | [ 40 ]   |
| 2023 | Houston Film Critics Society                       | Najlepsza piosenka oryginalna                           | Nominacja | [ 41 ]   |
| 2023 | Iowa Film Critics Association                      | Najlepsza piosenka oryginalna                           | Wygrana   | [ 42 ]   |
| 2023 | Japan Gold Disc Award                              | Piosenka roku                                           | Wygrana   | [ 43 ]   |
| 2023 | Lumiere Awards                                     | Najlepsza piosenka oryginalna                           | Wygrana   | [ 44 ]   |
| 2023 | North Carolina Film Critics Association            | Najlepsza piosenka oryginalna                           | Nominacja | [ 45 ]   |
| 2023 | North Dakota Film Society Awards                   | Najlepsza piosenka oryginalna                           | Nominacja | [ 46 ]   |
| 2023 | Satellite Awards                                   | Najlepsza piosenka oryginalna                           | Wygrana   | [ 47 ]   |
| 2023 | Society of Composers & Lyricists                   | Najlepsza piosenka oryginalna w dramacie lub dokumencie | Nominacja | [ 48 ]   |

## Teledysk
Do singla został zrealizowany teledysk, którego reżyserią zajął się Joseph Kosinski. Premiera dzieła odbyła się 6 maja. Obraz jest częściowo nakręcony w czerni i bieli. Pokazuje ujęcia z pierwszej części Top Gun z 1986 roku w nostalgicznej formie retrospekcji. Podczas śpiewu piosenkarka ma na sobie oryginalną lotniczą kurtkę bombową, którą Tom Cruise nosił jako Maverick w oryginalnym filmie Top Gun.
Dyrektor kreatywny Nicola Formichetti potwierdził, że sukienka spadochronowa, którą piosenkarka ma na sobie podczas ujęć na fortepianie, została wykonana na zamówienie przez ukraińską projektantkę Lessję Verlingieri dla jej marki Lever Couture.

## Notowania i certyfikaty
| Lista przebojów (2022)                 | Najwyższa pozycja |
| -------------------------------------- | ----------------- |
| Argentyna (Argentina Hot 100)          | 78                |
| Australia (Top 50 Singles)             | 29                |
| Belgia (Ultratop 50 Singles, Flandria) | 11                |
| Belgia (Ultratop 50 Singles, Walonia)  | 3                 |
| Chorwacja (HTR)                        | 1                 |
| Czechy (Singles Digitál Top 100)       | 41                |
| Francja (Top Singles & Titres)         | 32                |
| Holandia (Single Top 100)              | 28                |
| Islandia (Plötutíðindi)                | 37                |
| Irlandia (Singles Chart)               | 49                |
| Japonia (Japan Hot 100)                | 29                |
| Kanada (Billboard Canadian Hot 100)    | 25                |
| Niemcy (Media Control Charts)          | 72                |
| Nowa Zelandia (Recorded Music NZ)      | 33                |
| Singapur (RIAS)                        | 29                |
| Słowacja (Singles Digitál Top 100)     | 68                |
| Stany Zjednoczone (Hot 100)            | 49                |
| RPA (RISA)                             | 36                |
| Szwajcaria (Singles Top 100)           | 5                 |
| Szwecja (Sverigetopplistan)            | 61                |
| Węgry (Single (track) Top 40 lista)    | 5                 |
| Wielka Brytania (UK Singles Chart)     | 24                |
| Włochy (FIMI)                          | 57                |

| Kraj                  | Certyfikat         | Sprzedaż |
| --------------------- | ------------------ | -------- |
| Australia (ARIA)      | złota płyta        | 35 000+  |
| Belgia (BEA)          | złota płyta        | 20 000+  |
| Francja (SNEP)        | złota płyta        | 100 000+ |
| Kanada (Music Canada) | platynowa płyta    | 80 000+  |
| Polska (ZPAV)         | 2× platynowa płyta | 100 000+ |
| Szwajcaria (IFPI)     | platynowa płyta    | 20 000+  |
| Wielka Brytania (BPI) | srebrna płyta      | 200 000+ |
| Włochy (FIMI)         | złota płyta        | 50 000+  |